# Real Academia de Nobles Artes de Antequera
La Real Academia de Nobles Artes de Antequera es una institución cultural de Andalucía refundada el 11 de junio de 2010, coincidiendo con los actos de conmemoración del VI Centenario de la Incorporación de Antequera a la Corona de Castilla.
Desde su creación en 1789 ha estado ubicada en diversos edificios de la ciudadː su primera sede fueron las dependencias del antiguo convento de la Compañía de Jesús, donde se habilitan una serie de salones para el desarrollo de sus actividades. Posteriormente tras la reorganización de la Corporación en 1867, se instaló en el palacio de los Colarte.Tras la reconstitución en el siglo XXI, su primera sede fueron las dependencias del Archivo Histórico Municipal de Antequera, en el antiguo pósito municipal, construcción comenzada durante la segunda mitad del siglo XVI. En el 2011 pasó a un inmueble cedido por el Ayuntamiento de Antequera en la calle del Barrero nº10. Dese e año 2018, su sede definitiva se encuentra en la antigua Casa de los Laude, una casa señorial de los siglos XVI-XVII.

## Historia
La primera Academia de Nobles Artes de Antequera fue fundada en 1789, tras las gestiones comenzadas tres años antes para la implantación de una Escuela de Dibujo en la ciudad, según se sabe por unas cartas de 1786 en las que se solicitan profesores de dibujo de Granada. Esta academia, sin embargo, solo duró dos años. 
La primera restauración tuvo lugar en 1794, propiciada por Agustín Guajardo Fajardo y Contreras, representante de la corona en Antequera. También tuvo una trayectoria efímera, ya que fue clausurada en 1799, pero impartió clases a un numeroso grupo de estudiantes. 
En 1806 es restaurada por segunda vez, esta vez de la mano de canónigos, quienes la convirtieron en un centro para la enseñanza no solo de las artes sino también de las letras y las ciencias, que contó con docentes de destacadas personalidades intelectuales, artistas y científicos de la Antequera decimonónica. Pero con la invasión francesa de España, la nueva academia cerró de nuevo sus puertas. 
Varios proyectos de reapertura se definieron a lo largo del siglo XIX, aunque ninguno de ellos logró la implantación sólida de la academia hasta su definitiva reconstitución en 2010 por iniciativa del poeta antequerano José Antonio Muñoz Rojas, el historiador Antonio Parejo Barranco y el arqueólogo conservador del patrimonio Bartolomé Ruiz Gonzalez.

## Presidentes
- 1789-1790: Vicente de Saura y Saravía.
- 1794: Agustín Guajardo Fajardo y Contreras.
- 1798-1799: José Joaquín de Santamaría.
- 1806-1810: Joaquín Bernad y Vargas.
- 1831-1833: Manuel Doñamayor y Echavarri, conde de Albercón.
- 2007-2009: José Antonio Muñoz Rojas
- 2009-2013: Antonio Parejo Barranco
- 2013-actualidad: Bartolomé Ruiz González